# Новопільська сільська рада (Криворізький район)
Новопі́льська сільська́ ра́да — орган місцевого самоврядування у Криворізькому районі Дніпропетровської області. Адміністративний центр — село Новопілля.

## Загальні відомості
- Населення ради: 4 037 осіб (станом на 2001 рік)

## Населені пункти
Сільській раді підпорядковані населені пункти:
- с. Новопілля
- с. Дніпровка
- с. Златопіль
- с. Золота Поляна
- с. Коломійцеве
- с-ще Лісопитомник
- с. Новомайське
- с. Степове
- с. Червоні Поди

## Склад ради
Рада складається з 20 депутатів та голови.
- Голова ради: Мелетич Володимир Микитович
- Секретар ради: Чеботарь Валентина Іванівна

### Керівний склад попередніх скликань
| Прізвище, ім'я, по батькові | Основні відомості                                                         | Дата обрання | Дата звільнення |
| --------------------------- | ------------------------------------------------------------------------- | ------------ | --------------- |
| Мелетич Володимир Микитович | Сільський голова, 1954 року народження, освіта вища                       | 26.03.2006   | 31.10.2010      |
| Мелетич Володимир Микитович | Сільський голова, 1954 року народження, освіта вища, член Партії регіонів | 31.10.2010   |                 |

Примітка: таблиця складена за даними сайту Верховної Ради України

### Депутати
За результатами місцевих виборів 2010 року депутатами ради стали:

#### За суб'єктами висування
| Суб'єкт висування | Кількість обраних депутатів | %  |
| ----------------- | --------------------------- | -- |
| Партія регіонів   | 19                          | 95 |
| Самовисування     | 1                           | 5  |

#### За округами
| № округу        | Прізвище, ім'я, по батькові     | Дата визнання обраним | Освіта  | Партійна приналежність | Відомості про обраного депутата |
| --------------- | ------------------------------- | --------------------- | ------- | ---------------------- | --- |
| Партія регіонів |                                 |                       |         |                        | |
| 1               | Коновалова Наталя Олександрівна | 02.11.2010            | вища    | член Партії регіонів   | Новопільська сільська рада, діловод                                                                                                |
| 2               | Онищенко Дмитро Аркадійович     | 02.11.2010            | вища    | член Партії регіонів   | ВАТ «Арселор Міттал Кривий Ріг» м. Кривий Ріг, начальник відділу                                                                   |
| 3               | Рибак Любов Іванівна            | 02.11.2010            | вища    | член Партії регіонів   | Новопільський дошкільний навчальний заклад «Снігуронька», завідувачка                                                              |
| 4               | Волотко Віктор Васильович       | 02.11.2010            | вища    | член Партії регіонів   | Новопільська сільська рада, землевпорядник                                                                                         |
| 5               | Чеботарь Валентина Іванівна     | 02.11.2010            | вища    | член Партії регіонів   | Новопільська сільська рада, секретар ради                                                                                          |
| 6               | Глоба Наталія Миколаївна        | 02.11.2010            | вища    | член Партії регіонів   | КЗОЗ «Криворізька ЦРЛ», головна медична сестра поліклінічного відділення                                                           |
| 7               | Голуб Оксана Юріївна            | 02.11.2010            | вища    | член Партії регіонів   | Новопільський дошкільний навчальний заклад «Снігуронька», бухгалтер                                                                |
| 8               | Карачун Людмила Петрівна        | 02.11.2010            | вища    | член Партії регіонів   | Новопільський дошкільний навчальний заклад «Снігуронька», вихователь                                                               |
| 9               | Мальцев Іван Семенович          | 02.11.2010            | вища    | член Партії регіонів   | ЗАТ «Криворіжіндустрбуд» м. Кривий Ріг, начальник будівельного управління                                                          |
| 10              | Карпенко Олена Миколаївна       | 02.11.2010            | вища    | член Партії регіонів   | пенсіонер |
| 11              | Манохіна Валентина Василівна    | 02.11.2010            | середня | член Партії регіонів   | Криворізький територіальний центр соціального обслуговування пенсіонерів та одиноких непрацездатних громадян, соціальний працівник |
| 12              | Вербовська Ніна Григорівна      | 02.11.2010            | вища    | член Партії регіонів   | пенсіонер |
| 13              | Смольський Андрій Миколайович   | 02.11.2010            | вища    | член Партії регіонів   | Дніпропетровський облавтодор Криворізька дорожньо-експлуатаційна дільниця, начальник                                               |
| 15              | Бахарева Лариса Анатоліївна     | 02.11.2010            | вища    | член Партії регіонів   | Новопільська сільська рада, заступник сільського голови                                                                            |
| 16              | Кайзер Владислав Володимирович  | 02.11.2010            | вища    | член Партії регіонів   | ВАТ «Арселор Міттал Кривий Ріг», менеджер                                                                                          |
| 17              | Жидкова Ольга Петрівна          | 02.11.2010            | середня | член Партії регіонів   | «Укрзалізниця», провідник |
| 18              | Топунов Сергій Олександрович    | 02.11.2010            | вища    | член Партії регіонів   | ТОВ «Інвестпромпостач», генеральний директор                                                                                       |
| 19              | Корж Галина Вікторівна          | 02.11.2010            | вища    | член Партії регіонів   | Новопільський дошкільний навчальний заклад «Снігуронька», музичний керівник                                                        |
| 20              | Невмержицька Тетяна Григорівна  | 02.11.2010            | вища    | член Партії регіонів   | Новопільська сільська рада, головний бухгалтер                                                                                     |
| Самовисування   |                                 |                       |         |                        | |
| 14              | Головатов Сергій Сергійович     | 02.11.2010            | вища    | позапартійний          | тимчасово не працює |